# Vía Verde del Plazaola

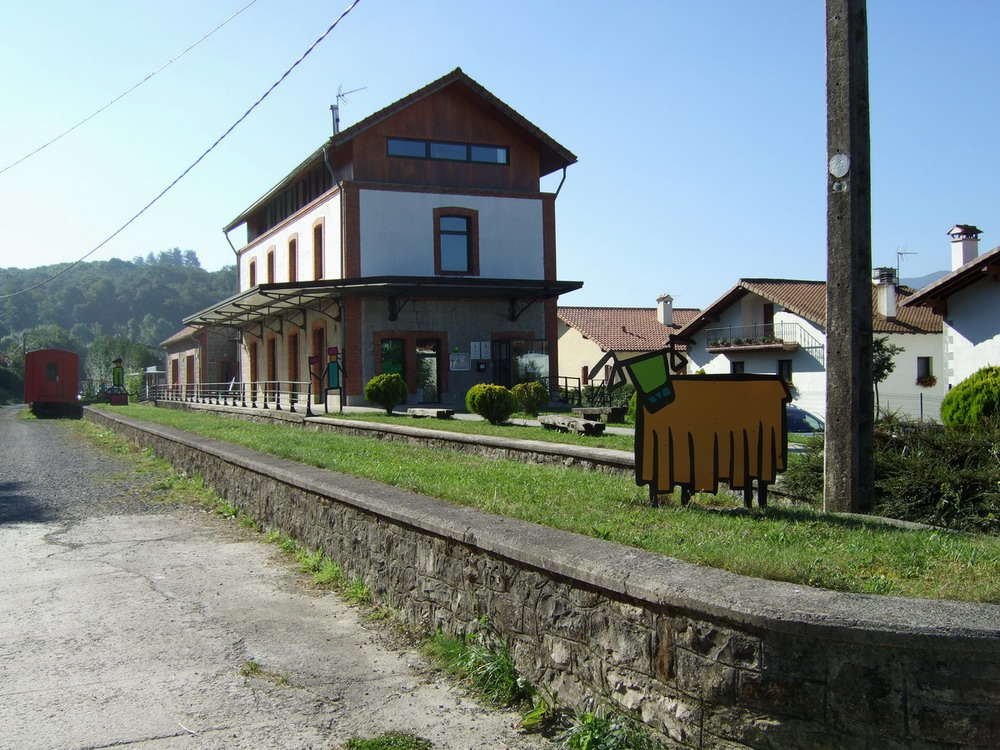
Der alte Bahnhof von Lekunberri

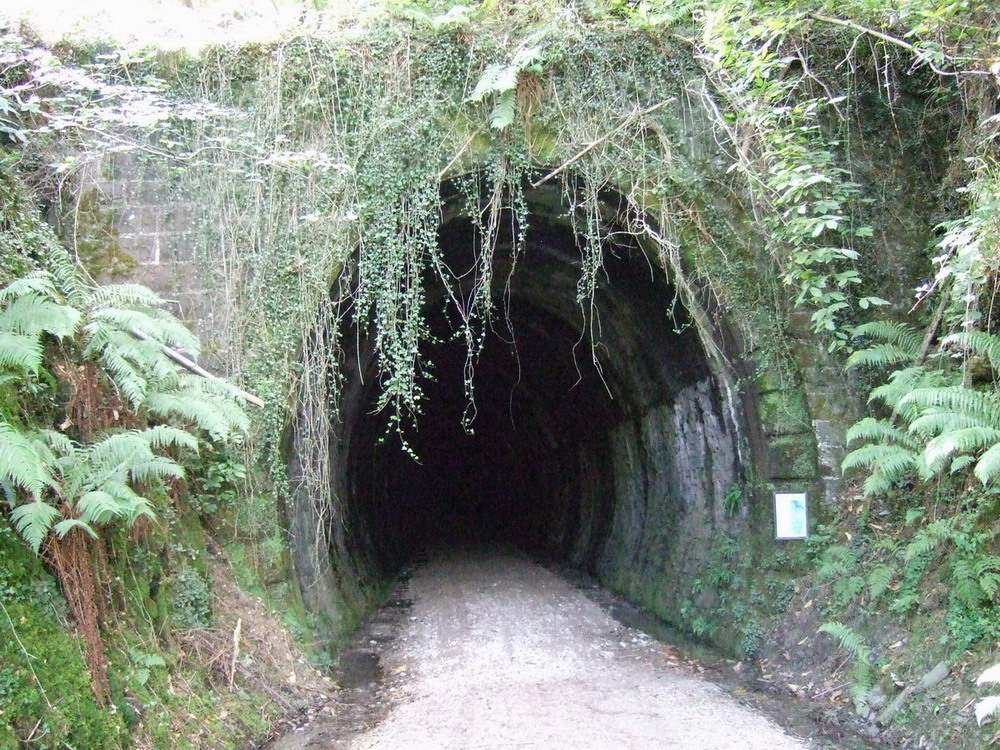
Westportal des Tunnel von Uitzi

Vía Verde del Plazaola ist der bekannteste der fünf Bahntrassenradwege in Navarra und Gipuzkoa in Spanien.

## Beschaffenheit
Seine Länge beträgt 40 km, die 590 m Höhendifferenz werden durch 39 Tunnel überwunden. Der längste Tunnel ist der 2,7 km lange Tunnel von Uitzi, der zurzeit (Sommer 2007) ausgebaut wird und dann der längste „Fahrradtunnel“ in Europa sein wird.
Je eine Hälfte des Weges liegt auf dem Gebiet von Navarra bzw. dem Baskenland. Fast die gesamte Strecke ist auf der ehemaligen Bahntrasse fahrbar, nur zwei kurze Abschnitte, einer wegen des Autobahnbaus und ein weiterer wegen eines nicht befahrbaren Tunnels, müssen umgangen werden.

## Geschichte der Bahnstrecke
Die ursprüngliche Bahnlinie, die die Städte San Sebastian und Pamplona verband, entstand als Bergbau/Industriebahn (Ferrocarril Minero) zwischen den Minen von Plazaola und dem Bahnhof Andoain (Ferrocarril del Norte).
Von Pamplona kommend kann man schon vor Lekunberri die Reste der alten Bahnlinie finden, so zum Beispiel den Viadukt bei Sarasate in der Nähe von Irurtzun. Etwa ab Mugiro (knapp 2 km vor Lukunberri) kann man die Strecke befahren (Feldweg!).
Über 100 Jahre sind seit dem Bau der Bahnstrecke im Jahre 1904 vergangen, die Strecke ist seit 1958 stillgelegt.

### Die wichtigsten Stationen
- (Mugiro)
- Lekunberri
- Leitza
- Plazaola (ehem. Minen)
- Andoain

Die Trasse folgt im ersten Abschnitt dem Río Larraun, nach dem Tunnel von Uitzi trifft man bei Leiza auf den Rio Leizarán, dem der Weg im 2. Abschnitt folgt.